# Sommar (musikalbum)
Sommar är ett musikalbum av den svenska trallpunkgruppen M.I.D. Albumet släpptes 1997.

## Låtlista
1. När jag är full
2. Nykterister
3. Nu super vi
4. Alkoholkollektivet
5. Personlighet kostar
6. En kungens man
7. Bonus (Fullt ös medvetslös & Rattfylla)